# قلعه غازی عینتاب
قلعه غازی عینتاب (ترکی استانبولی: Gaziantep Kalesi) قلعه ای است بر فراز تپه ای در مرکز شهر غازی عینتاب در ترکیه. اولین بار آثار امپراتوری هیتی‌ها در آنجا مشاهده شد. تپه در دوران حکومت رومیان به یک قلعه تبدیل شد. این قلعه در فوریه ۲۰۲۳ در اثر زلزله شدید آسیب دید.